# 雷斯特黑文 (喬治亞州)
雷斯特黑文（英語：Rest Haven）是一個位於美國喬治亞州格威內特縣和霍爾縣的城鎮。

## 地理
雷斯特黑文的座標為34°07′57″N 83°58′32″W / 34.13250°N 83.97556°W，而該地的平均海拔高度為305米（即1001英尺）。

## 人口
根據2010年美國人口普查的數據，雷斯特黑文的面積為1.00平方千米，當中陸地面積為1.00平方千米，而水域面積為0.00平方千米。當地共有人口62人，而人口密度為每平方千米62人。